# Luann
Luann  è un nome proprio di persona inglese femminile.

## Varianti
- Femminili: Luanne[1][2], Luanna[1], Luana[2]

## Origine e diffusione
Si tratta di un nome composto, formato dall'unione di Lou o Lu (ipocoristico di Louise e di vari altri nomi) e Anne. Non si esclude, in qualche caso, che possa essere invece una variante di Luana.

## Onomastico
Il nome è adespota, ovvero nessuna santa lo porta. L'onomastico si può festeggiare o il 1º novembre, in occasione di Ognissanti, o lo stesso giorno dei nomi Luisa ed Anna.

## Persone
- Luann Ryon, arciera statunitense

### Variante Luanne
- Luanne Hebb, cestista canadese

## Il nome nelle arti
- Luann Van Houten è un personaggio della serie animata I Simpson.